# Moussy (Nièvre)
Moussy település Franciaországban, Nièvre megyében. Lakosainak száma 108 fő (2022. január 1.). Moussy Champallement, Crux-la-Ville, Montenoison, Oulon, Saint-Franchy és Saint-Révérien községekkel határos.

## Népesség
A település népességének változása:
| Lakosok száma | 111  | 107  | 106  | 104  | 103  | 104  | 105  | 108  |
|               | 2013 | 2015 | 2017 | 2018 | 2019 | 2020 | 2021 | 2022 |